# Acteonoidea
Acteonoidea zijn een superfamilie van slakken.

## Taxonomie
De volgende families zijn bij de superfamilie ingedeeld::
- Acteonidae d'Orbigny, 1843
  - = Pupidae Kuroda, 1941
  - = Solidulidae Meek & Hayden, 1860
  - = Tornatellidae J. Fleming, 1828
- Aplustridae Gray, 1847
  - = Bullinidae Gray, 1850
  - = Hydatinidae Pilsbry, 1895
  - =  † Nonacteoninidae Bandel, 1994
  - =  † Sulcoactaeonidae Gründel, 1997
- † Cylindrobullinidae Wenz, 1938
- † Tubiferidae Cossmann, 1895
- † Zardinellidae Bandel, 1994